# Max Schirschin
Max Schirschin (ur. 29 stycznia 1921 w Krzanowicach – wówczas Niemcy, zm. 16 maja 2013 w Rouen) – niemiecki piłkarz i trener piłkarski.